# Sterigmatocystin
Sterigmatocystin, chemicky (3aR,12cS)-8-hydroxy-6-methoxy-3a,12c-dihydro-7H-furo[3',2':4,5]furo[2,3-c]xanthen-7-on je jed ze skupiny dermatotoxinů produkovaný houbami rodu Aspergillus. Vyskytuje se v krustách sýrů s plísní.

## Obecné informace
Sterigmatocystin je toxický metabolit strukturálně blízký aflatoxinům a sestává z xanthonového jádra navázaného na bifuranovou strukturu. Sterigmatocystin je produkován především houbami Aspergillus nidulans a A. versicolor. Byl nalezen v plesnivém zrní, zelených kávových zrnech a v sýru, přestože informace o výskytu v potravinách jsou omezené. Vyskytuje se mnohem méně často než aflatoxiny, byť analytické metody pro jeho určení dosud nebyly tak citlivé, takže je možné, že malé koncentrace v potravinách nemusely být vždy detekovány. Sterigmatocystin je silný jaterní karcinogen, podobně jako aflatoxin B1, současné znalosti však napovídají, že není zdaleka tak rozšířen. Je-li to pravda, lze oprávněně považovat sterigmatocystin za rizikový pro konzumenty jen ve zvláštních případech. Je známo mnoho blízce příbuzných sloučenin, například o-methylsterigmatocystin, a některé z nich se mohou též vyskytovat v přírodě.

## Chemické a fyzikální vlastnosti
Sterigmatocystin krystalizuje jako světle žluté jehličky a je snadno rozpustný v methanolu, ethanolu, acetonitrilu, benzenu a chloroformu. Reaguje s horkým ethanolovým roztokem KOH a je methylován methylsulfátem a methyljodidem. Methanol nebo ethanol v kyselém prostředí s ním tvoří dihydroethoxysterigmatocystin.